# Lijst van trainers van Fortuna Sittard (vrouwen)
Deze lijst omvat de voetbalcoaches die de vrouwen van de Nederlandse club Fortuna Sittard hebben getraind van 2022 tot op heden.
| Seizoen | Trainer(s)          | Prijzen | Bijzonderheden |
| ------- | ------------------- | ------- | -------------- |
| 2022/23 | Roger Reijners      |         | 0              |
| 2023/24 | Roger Reijners      |         | 0              |
| 2024/25 | Glenda van Lieshout |         | 0              |